# Os Cinco Mil Dedos do Dr. T
The 5,000 Fingers of Dr. T. (bra: Os 5.000 Dedos do Dr. T, ou Os Cinco Mil Dedos do Dr. T; prt: Os Cinco Mil Dedos do Dr. T) é um filme estadunidense de 1953, do género romance fantástico-musical, realizado por Roy Rowland, com argumento de Allan Scott e Dr. Seuss.

## Sinopse
Jovem que detesta suas aulas de piano sonha que seu professor aprisiona 500 meninos num palácio a fim de executar um concerto a 5 mil dedos.

## Prêmios e indicações
| Prêmio     | Categoria            | Recipiente                          | Resultado |
| ---------- | -------------------- | ----------------------------------- | --------- |
| Oscar 1954 | Melhor trilha sonora | Frederick Hollander, Morris Stoloff | Indicado  |